# ورنی (باشقیرستان)
ورنی (انگلیسی: Verny, Republic of Bashkortostan) یک شهرک در شهرستان ایگلینسکی استان باشقیرستان کشور روسیه است.